# Apobletodes pauperatus
Apobletodes pauperatus är en skalbaggsart som först beskrevs av Schmidt 1893.  Apobletodes pauperatus ingår i släktet Apobletodes och familjen stumpbaggar. Inga underarter finns listade i Catalogue of Life.